# 京極備前守
京極 備前守（きょうごく びぜんのかみ、生没年不詳）は、安土桃山時代から江戸時代前期の武将。実名不詳。京極備中守と記されることもある。大坂の陣においては豊臣方に属したが、大坂落城時には城外に使者として出されていたため存命したと記録に残る。

## 生涯
京極高知（丹後守）の従兄弟と伝わるが詳細は不明。この説によれば京極高次（慶長14年（1609年）没）にとっても従兄弟となる。
慶長5年（1600年）に関ヶ原の戦いで西軍についたために浪人となる。慶長19年（1614年）、大坂の陣が起こると6000人を率いて大坂に入城したという。
慶長20年（1615年）5月8日、夏の陣で大坂城が落城するに際して、今木源右衛門（浅井一政）・京極備前守・別所孫右衛門の3人は徳川方への使者として城を出、前線（先手）に赴いた。『徳川実紀』ではこの3人に加えて渡辺長右衛門の名も挙げる。
「土屋知貞私記」によれば、常高院（淀殿の妹。京極高次室）への使者として城外に派遣された。淀殿の助命嘆願を徳川方に伝達するよう依頼するものではなかったかという推測がある。「大坂御陣覚書」は、淀殿が大野修理を介し、京極備前・渡辺長左衛門を使者として徳川方に派遣したとあるが、その趣意は不明であるとしている。
これら徳川方へ派遣された使者は、城への帰還ができず、大坂城の炎上を城外から見ることとなった。「浅井一政自記」によれば、今木源右衛門は京極忠高（常高院の養子、京極家当主）の陣所を訪れるが仲介は断られ、帰城途中に井伊直孝勢に拘束されたため復命を果たせなかったという。「土屋知貞私記」は、別所と今木のその後を記すが、京極は牢人のまま死去したという。